# Anisodactylus discoideus
Anisodactylus discoideus är en skalbaggsart som beskrevs av Pierre François Marie Auguste Dejean. Anisodactylus discoideus ingår i släktet Anisodactylus och familjen jordlöpare. Inga underarter finns listade i Catalogue of Life.